# Estatocisto

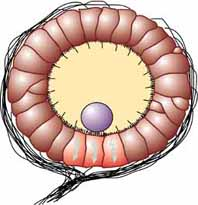
Imagem dum estatocisto.

Os estatocistos são os órgãos de equilíbrio dos invertebrados aquáticos, como os bivalves, os cnidários, os equinodermes, os cefalópodes  e os crustáceos. Uma estrutura semelhante pode ser encontrada também nas espécies do género Xenoturbella. São redondos, com um epitélio de células ciliadas, contendo fluido e estatólitos no seu interior. Estes últimos são estruturas calcárias que, ao se moverem por efeito da pressão causada pela gravidade e pelos próprios movimentos do animal, se colocam sobre o epitélio ciliado. O estatolito gira segundo a posição do organismo e vai de encontro aos cílios sensoriais, o que permite ao organismo orientar-se.
O seu equivalente em vertebrados são os otólitos, localizados no ouvido médio e por isso fala-se de sistema estato-acústico.